# Histoire de la Croatie

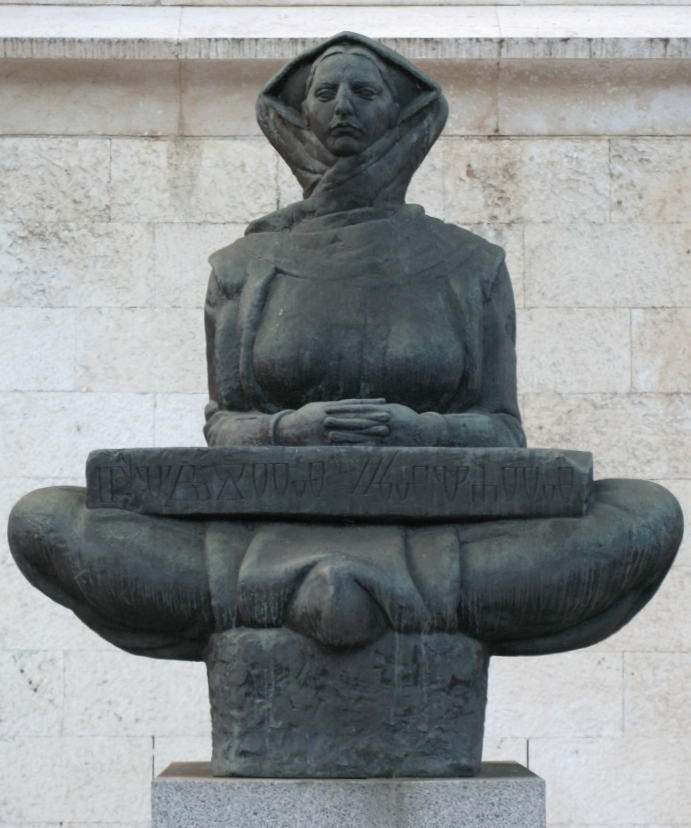
Histoire des Croates (Ivan Meštrović, 1932).

 (juillet 2019).
 (septembre 2018).
Si vous disposez d'ouvrages ou d'articles de référence ou si vous connaissez des sites web de qualité traitant du thème abordé ici, merci de compléter l'article en donnant les références utiles à sa vérifiabilité et en les liant à la section « Notes et références ».

Développement des frontières croates

L'histoire de la Croatie est marquée par une alternance entre périodes d'indépendance et périodes d'intégration dans un État multinational (empire romain, byzantin, ottoman, Austro-Hongrois, Yougoslavie...).
En 2014, la Croatie, sur un territoire de 56 594 km2, est riche d'une population d'environ 4 millions de Croates, parlant très majoritairement la langue croate. La population du pays (ou de la région) atteint 2 millions vers 1850, 3 vers 1900, et 4 vers 1958, mais 4 784 265 en 1991.
Les variations sont à considérer avec les événements historiques et la forte diaspora croate, de proximité dans les autres pays de l'ex-Yougoslavie, ou d'exil : États-Unis (Croato-Américains), Canada, Chili, Argentine, Brésil, Australie, Nouvelle-Zélande, Allemagne, Autriche, Suisse, Suède...[non pertinent]

## Préhistoire

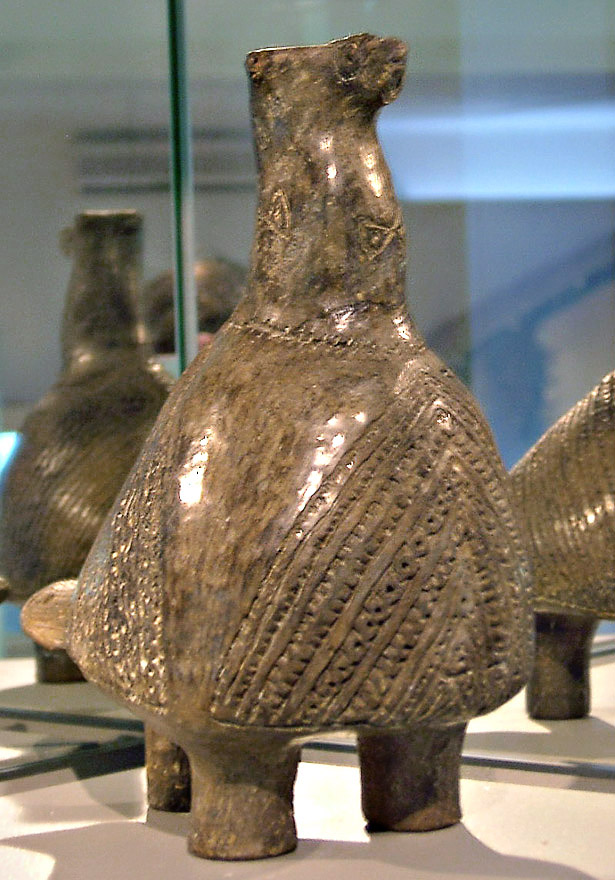
La colombe de Vučedol, emblème de la culture de Vučedol

La région qui est celle de la Croatie moderne est habitée depuis l'Âge de pierre. Au cours du Paléolithique moyen, l'Homme de Néandertal vit à Krapina et à Vindija.
Elle joue un rôle important comme le reste du Sud de l'Europe dans la recolonisation du continent après le dernier maximum glaciaire à partir des refuges glaciaires. Il en est de même pour ce qui est de la néolithisation du continent à partir de l'Ouest de l'Anatolie. Sa situation centrale à l'interface de l'Europe centrale, de la péninsule balkanique et de la Méditerranée l'a longtemps promu comme un conduit vers l'Anatolie, la mer Égée et la région des steppes jusqu'à la mer Noire, les basses terres du nord la reliant aux passes du bassin des Carpates vers l'Europe au-delà. Ainsi, cette région a été un couloir important pour les premiers agriculteurs migrants de l'ouest de l'Anatolie, qui se sont dispersés dans le reste de l'Europe via des routes intérieures et littorales le long du Danube et de la côte adriatique orientale respectivement,.
L'émergence du néolithique ici peut être attribuée à l'arrivée de la culture de Starčevo, qui s'est propagée de la Serbie actuelle vers l'ouest et le nord dans le bassin des Carpates, tandis que sur les sites côtiers, le début du néolithique est marqué par la présence de la culture de la céramique imprimée environ 6000 avant notre ère. En 5200 avant notre ère, la culture de Starčevo est remplacée par la culture de Sopot, qui pratique des rites funéraires intra-muros, où principalement des enfants et des femmes étaient enterrés sous le sol des maisons et le long des murs ou à d'autres endroits de la colonie.
Dès la fin du néolithique dans le sud-est de l'Europe et le sud de la Transdanubie, une nouvelle pratique mortuaire émerge avec l'apparition de cimetières situés à l'écart des espaces de vie. Ces pratiques sont accompagnées de distinctions sociales croissantes entre les sépultures, signalant un changement important dans la relation des gens avec les morts. L'âge du cuivre croate (4500/4300 - 2400 avant notre ère), voit notamment l'établissement des cultures de Lasinja, de Baden, de Kostolac et de Vučedol qui témoignent de la croissance des réseaux commerciaux et d'une hiérarchie sociale plus prononcée comme le montre l'apparition de sépultures de haut statut.
Dès 3500 av. J.-C., des populations issues de la culture Yamna s'installent dans les territoires agricoles d'Europe de l'Est. On observe ainsi une période de contacts continus et de mélanges progressifs entre les éléments venant de la steppe et les populations locales. Les données publiées de génomes d'individus anciens de la Croatie actuelle montrent ainsi que certains individus de l'âge du cuivre et de l'âge du bronze côtiers présentent une ascendance supplémentaire associée aux populations de pasteurs des steppes qui se sont dispersées en Europe au cours du troisième millénaire avant notre ère.

## Antiquité: les terres croates avant les Croates (jusqu’auVIIesiècle)

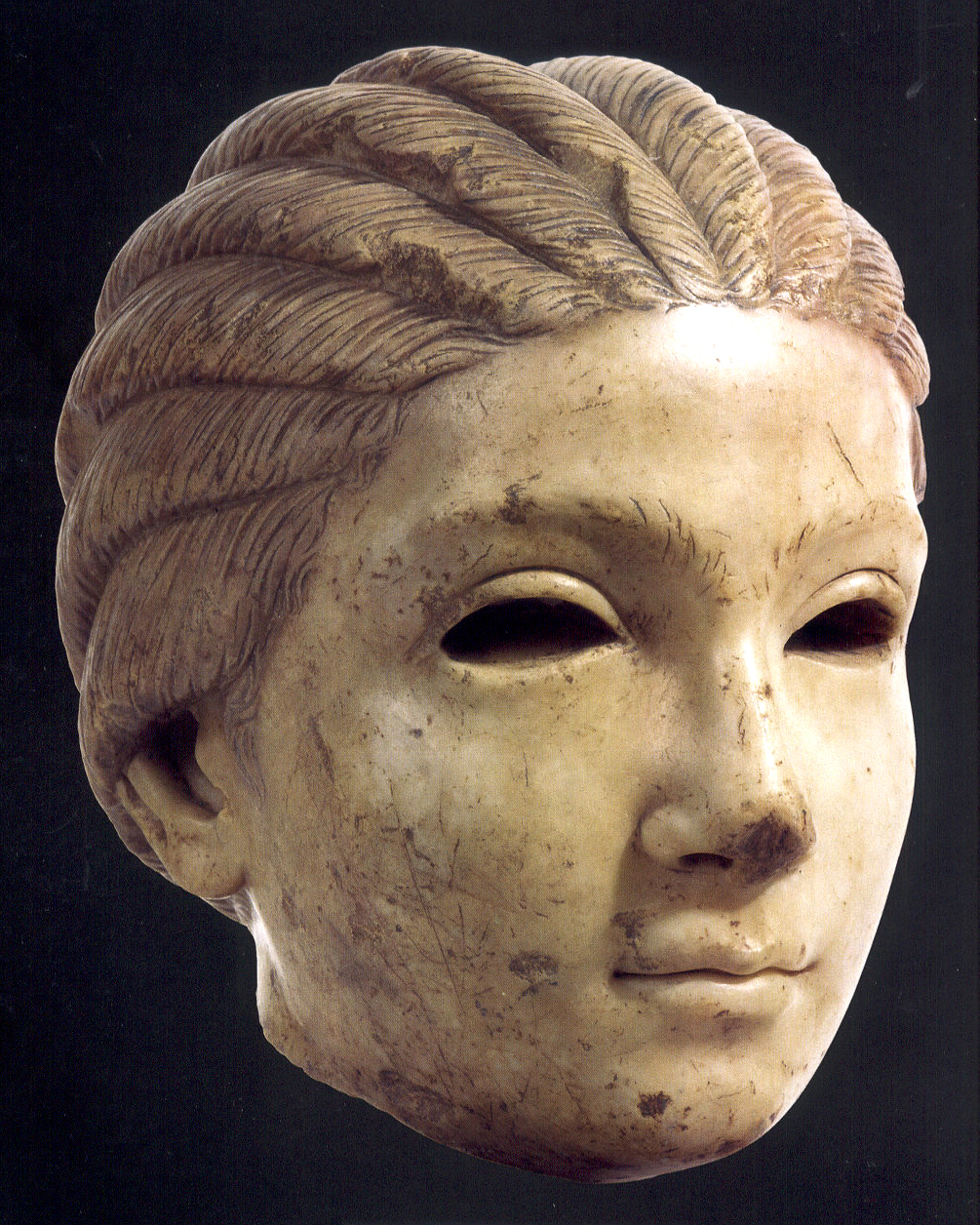
La Fille de Salone, portrait en marbre du début du IIIe siècle, Musée archéologique de Zagreb

À partir du IVe siècle av. J.-C., des colonies grecques s'installent sur le littoral, les Syracusains à Issa puis Tragurium et Epetium (Stobreč (en)), les Pariens à Lesina (Hvar). 
En 384 av. J.-C., les Siciliens remportent sur les Liburniens la bataille navale de Lissa. 
Au IIIe siècle av. J.-C., sous la reine Teuta, l'Illyrie tente d'établir sa domination sur le sud de l'Adriatique mais est battue par la République romaine. Des noms de lieux comme Cibala (Vinkovci) attestent de la présence des Celtes dans les régions de l'intérieur.
La région de la plaine de Pannonie, longtemps occupée par des populations celtes (dont les Amantes), devient province romaine de Pannonie en 20. Sous Trajan, en 105, la Pannonie est scindée en Pannonie supérieure (Carnuntum) et Pannonie inférieure (Aquincum et Sirmium). En 296, le Pannonie supérieure est scindée en Pannonia Savia (en) (Sisak) et Pannonia Prima (en) (Savaria-Szombathely). 
Pendant quelques siècles, l'empire romain domine les provinces de Pannonie et de Dalmatie où naissent des personnalités comme l'empereur Dioclétien et le théologien Jérôme de Stridon.
- Palais de Dioclétien, Liste des noms latins des villes des Balkans

Avec la chute de l'empire, le pays est traversé par les grandes migrations des Ostrogoths, Huns, Gépides, puis repris par l'Empire romain d'Orient. Un khaganat avar s'établit sur une partie du bassin danubien de 560 à 805 avant d'être renversé par Charlemagne.
L'Istrie et la Dalmatie ont, pour encore une longue période, chacune une histoire particulière.

Carte de tribus illyriennes avant la conquête romaine (-168)
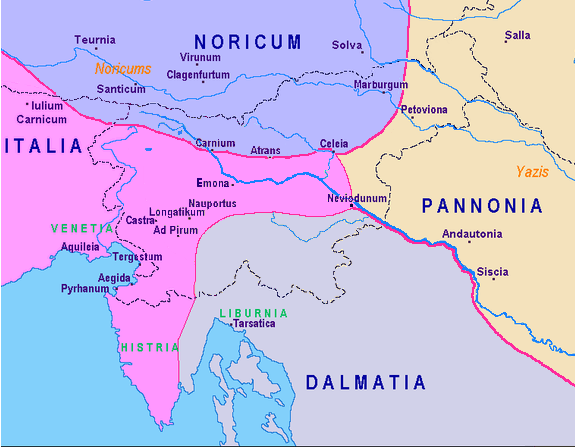
Région au premier siècle (Empire romain)
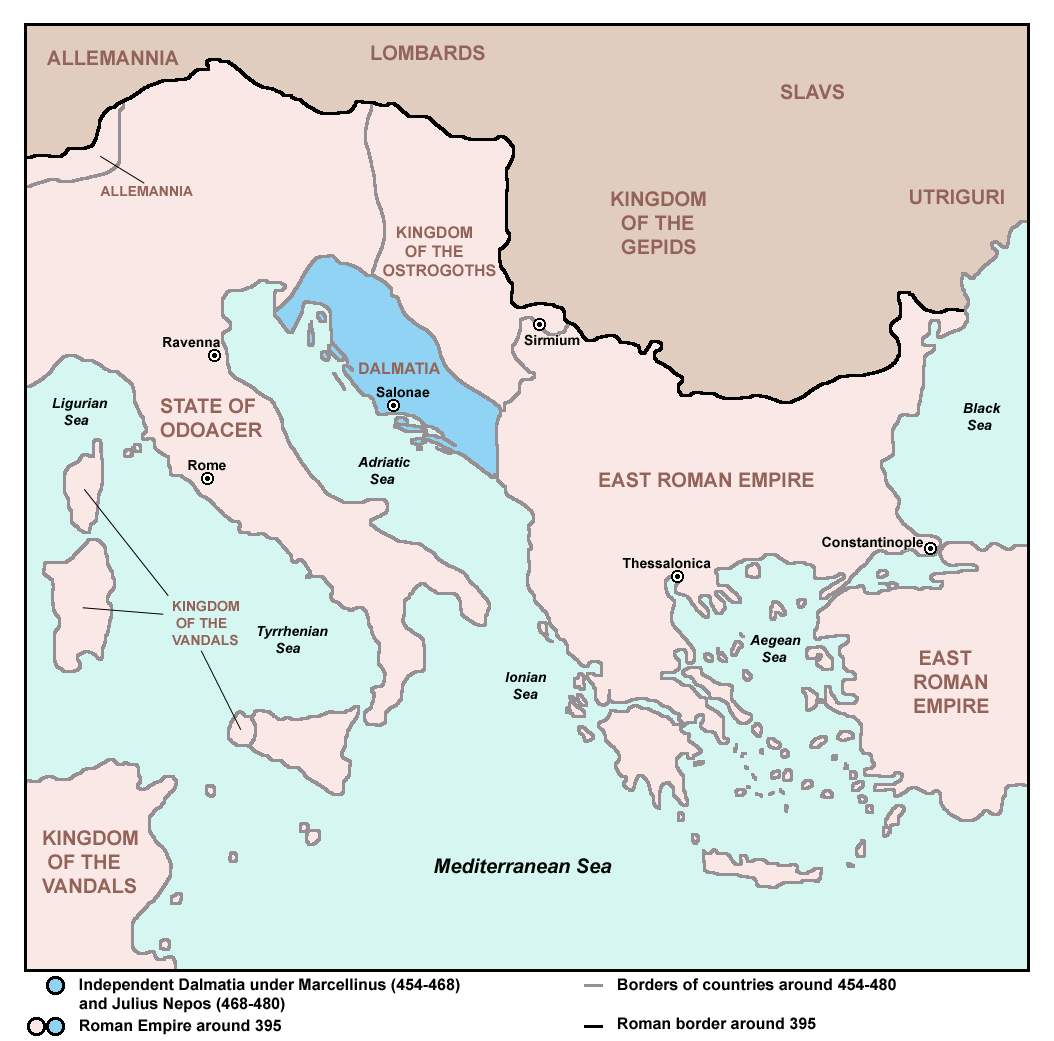
Dalmatie indépendante, 460-480, Marcellinus et Julius Nepos
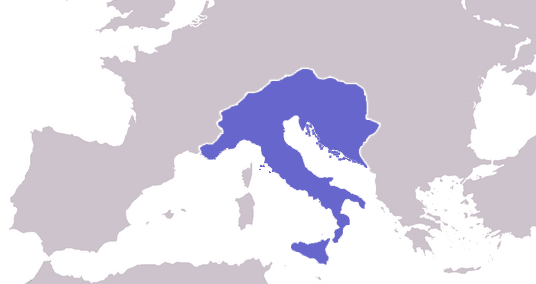
Royaume ostrogoth (493-553) avant la Guerre des Goths (535-553)
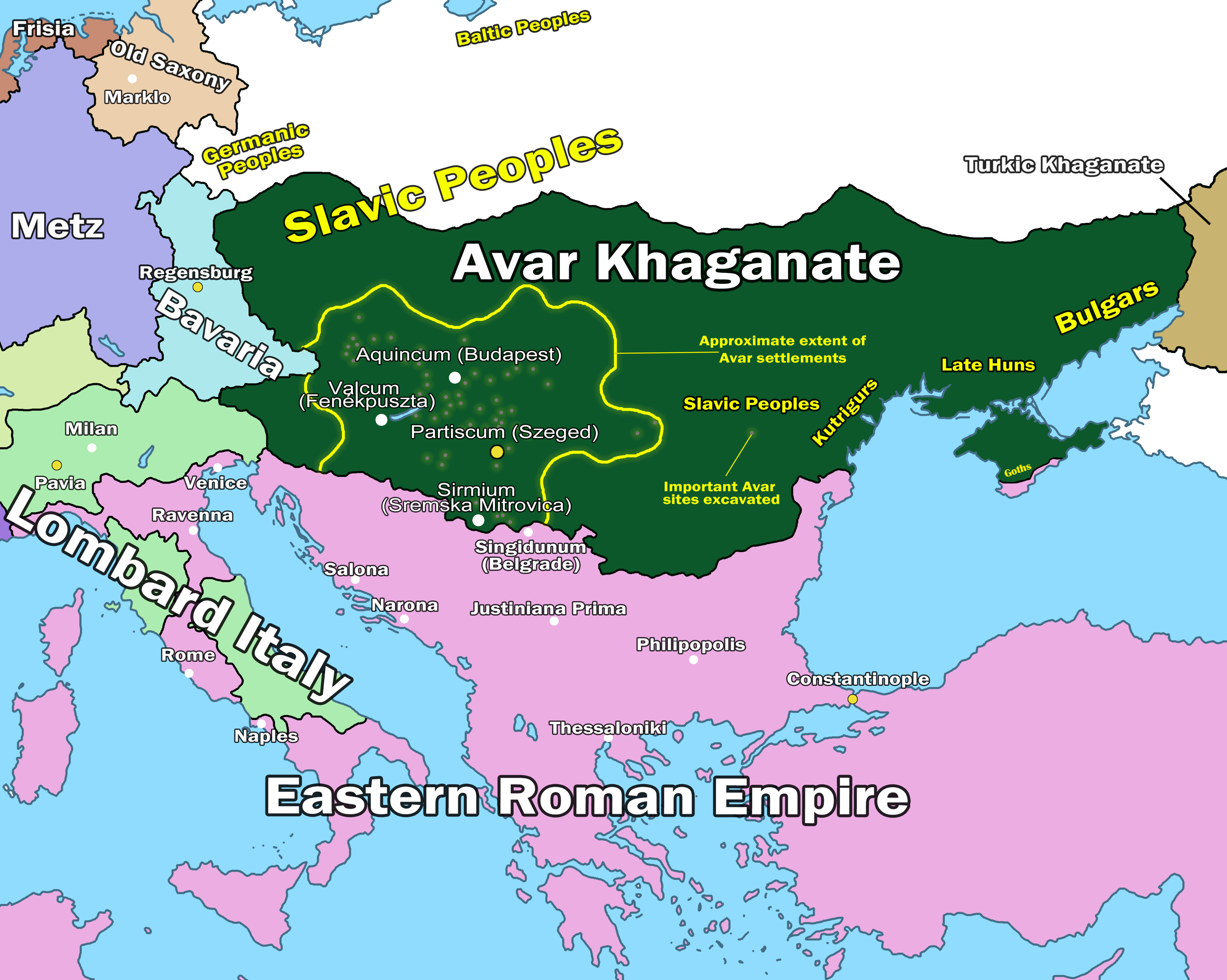
Khaganat avar vers 602
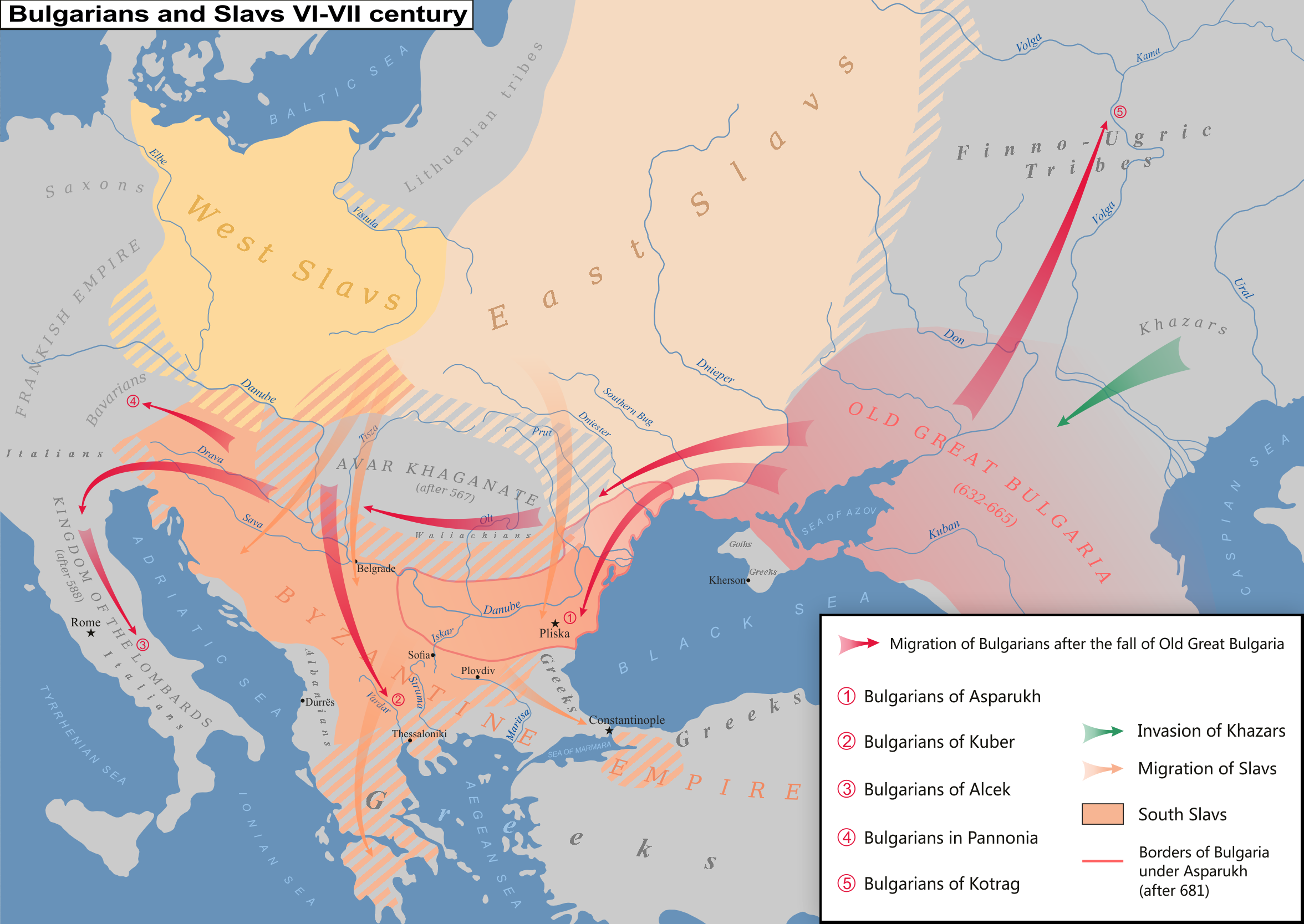
Europe centrale vers 650

## Le duché de Croatie (VIIesiècle- 925)

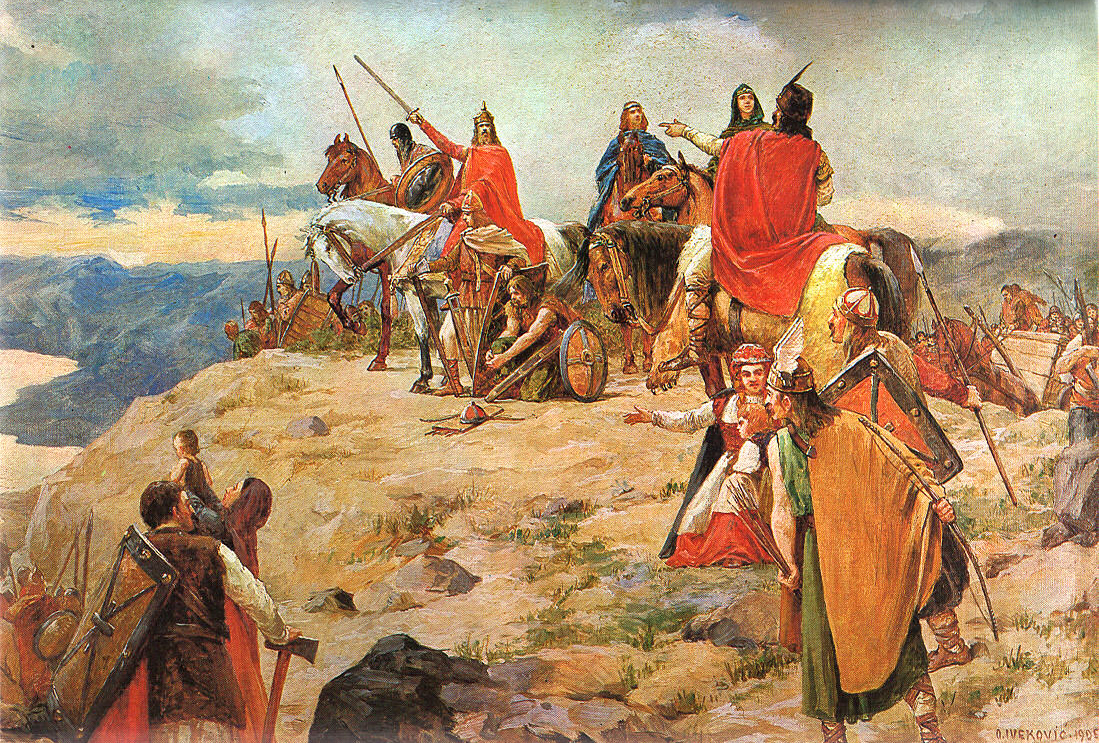
L'arrivée des Croates à la Mer Adriatique, toile d'Oton Iveković, 1905.

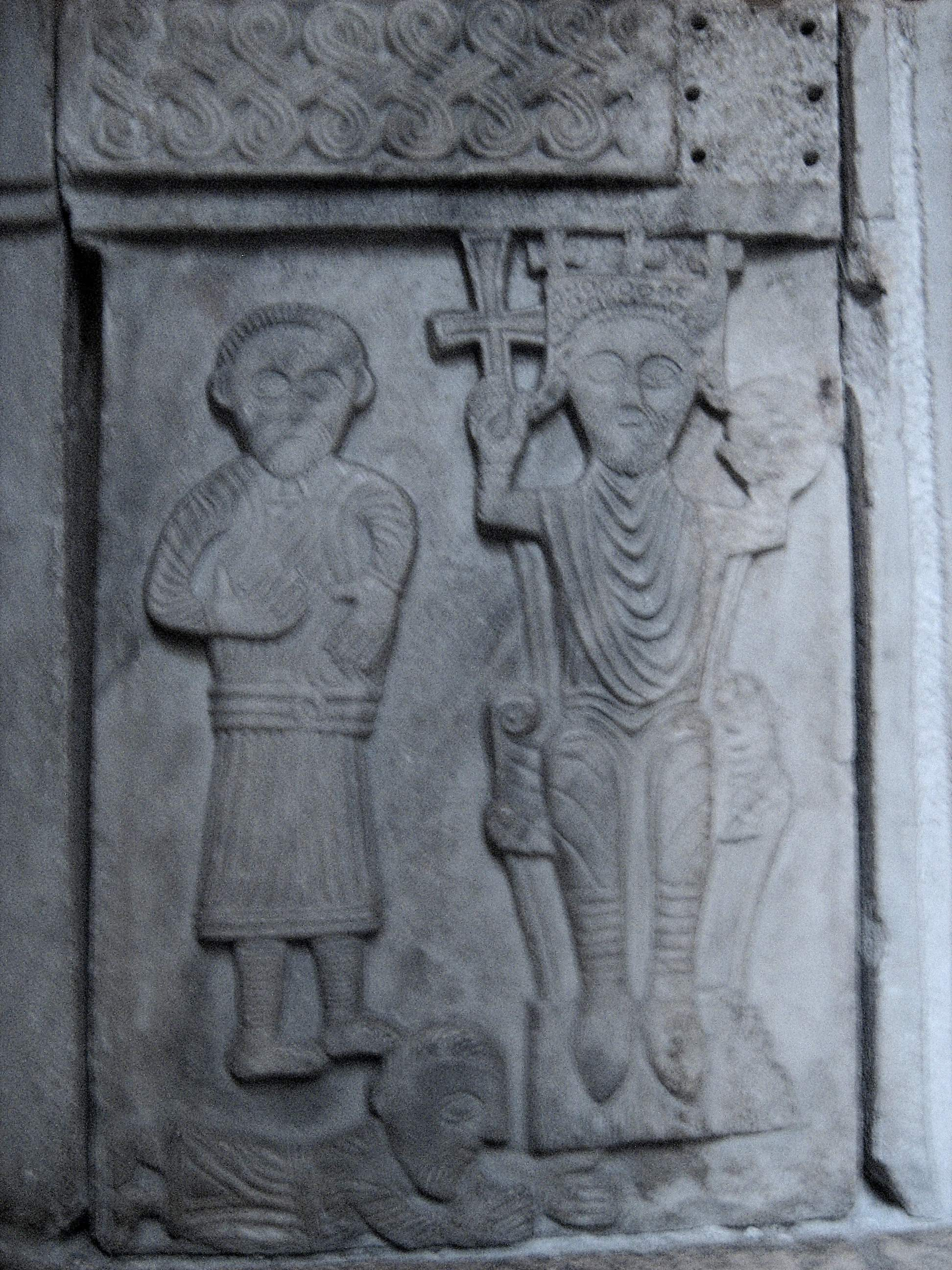
représentant un knèze croate, vers 770, Split

Les premières populations croates, originaires de Croatie blanche, s'installent en Croatie rouge au VIIe siècle, organisant le pays en deux parties : le duché de Pannonie au nord, et celui de Dalmatie au sud. La christianisation des Croates s'achève au IXe siècle.[réf. nécessaire]
Le duc croate Trpimir Ier (845–864), fondateur de la dynastie des Trpimirović, combat et vainc les Bulgares, et également les stratèges byzantins à Zadar. Il étend son territoire à l'est jusqu'à la Drina.
Le premier souverain croate à être reconnu par un pape est le duc Branimir, que le pape Jean VIII appelle dux Chroatorum (duc des Croates) en 879.

## Le royaume de Croatie (925-1102)
Le premier roi de Croatie est Tomislav (910–928) de la dynastie des Trpimirović, couronné en 925. Tomislav, rex Chroatorum, unit les duchés de Pannonie et de Dalmatie pour créer un État de taille plus importante, et parvient à repousser les attaques du Tsar bulgare Siméon Ier le Grand. Le royaume croate médiéval atteint son apogée au cours du règne du Roi Petar Krešimir IV (1058–1074).
À la suite de la disparition de la principale dynastie à la fin du XIe siècle à la bataille de la montagne de Gvozd, les Croates reconnaissent finalement en 1102 le souverain hongrois Coloman de Hongrie, (dit Coloman le Bibliophile) comme le roi commun de la Croatie et de la Hongrie, par un traité connu sous le nom de Pacta Conventa.
- Liste des tribus slaves médiévales, Sklavinies
- Croates blancs
- Croatie blanche (Chrobatie), Croatie rouge
- De administrando Imperio (vers 950) : Paganie, Zachlumie (Chelmia), Travonie, Dioclée
- Chronique du prêtre de Dioclée (vers 1298-1300)
- République de Venise (697-1797)

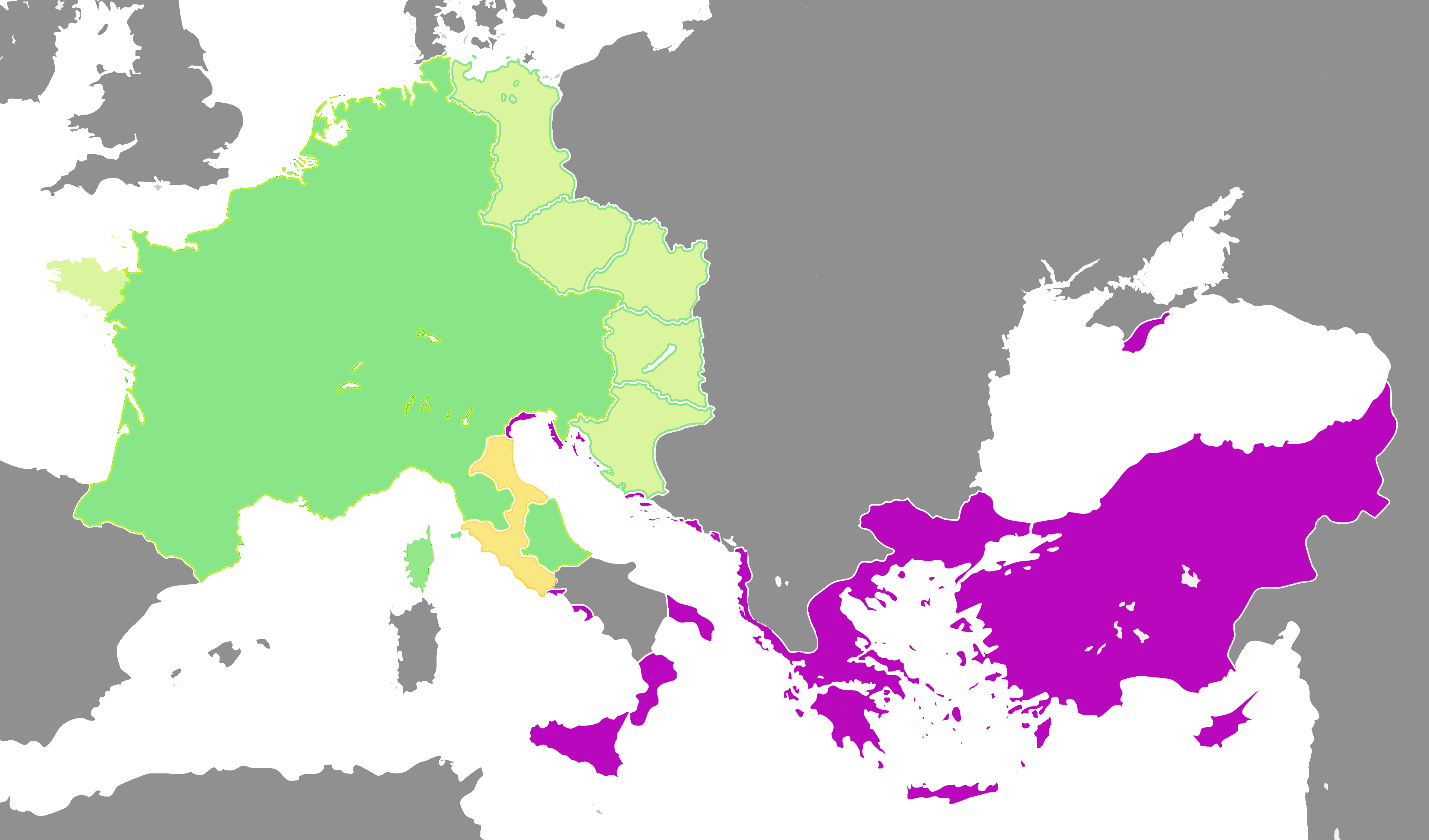
Empire carolingien et Empire byzantin, vers 814
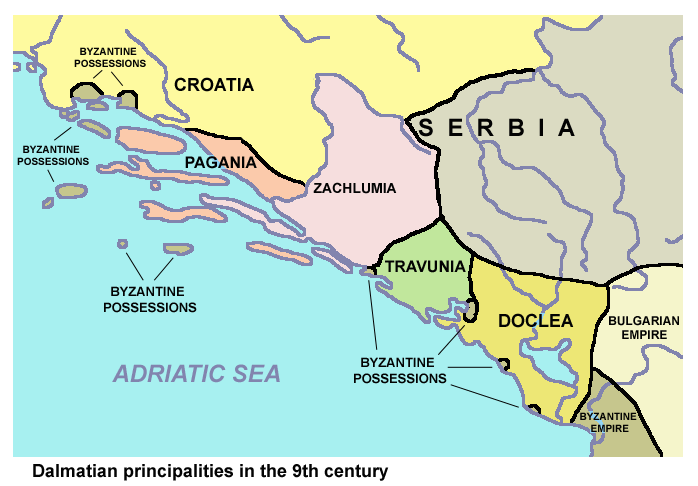
Sklavinies
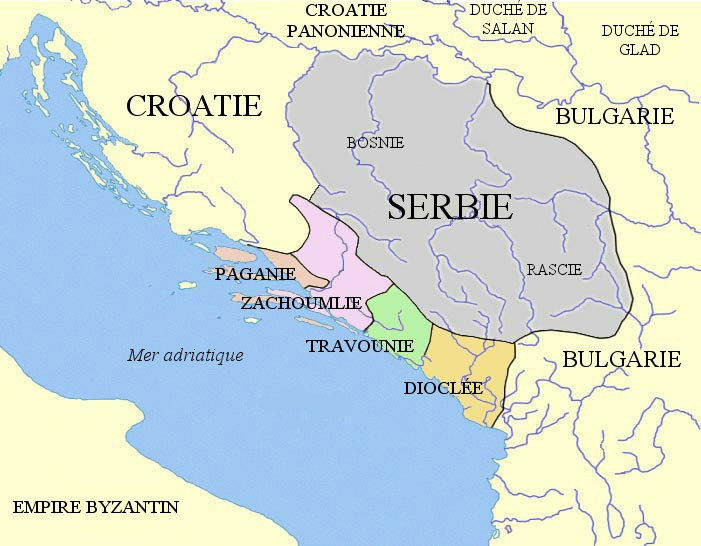
Balkans vers 850

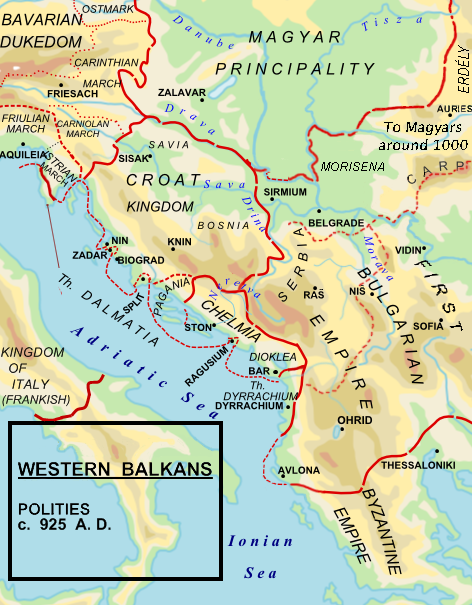
La région vers 925
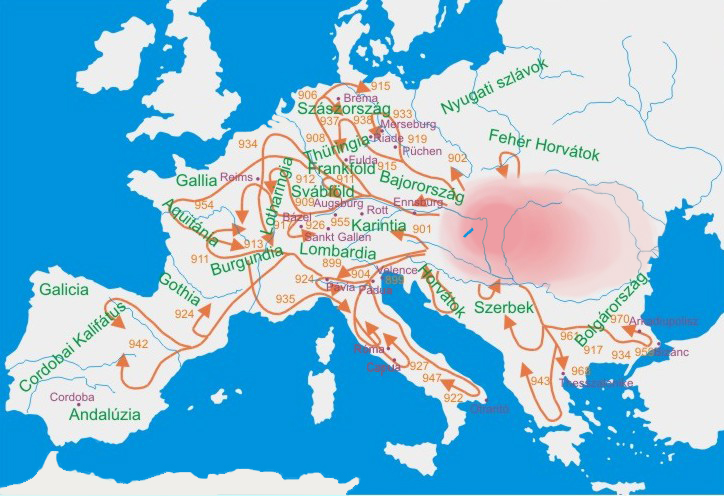
Principales expéditions magyares au Xe siècle en Europe
Empire byzantin en 1025

## L'union avec la Hongrie (1102-1526)

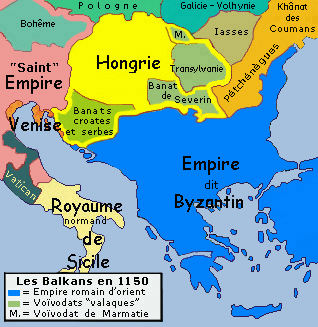
Balkans vers 1150

Les conséquences du passage à un roi hongrois sont d'abord l'introduction du féodalisme et l'émergence de familles nobles locales comme les Frankopan et les Šubić. Les rois suivants cherchent à rétablir une partie de leur influence perdue en donnant aux villes certains privilèges. Le gouverneur principal des provinces croates est le Ban.
Les princes de Bribir (actuelle Rijeka) de la famille Šubić deviennent particulièrement influents, prenant sous contrôle de vastes territoires de Dalmatie, de Slavonie et de Bosnie. Plus tard, les Angevins interviennent et restaurent le pouvoir royal. Ils vendent également toute la Dalmatie à la république de Venise en 1409.
Tandis que commence les incursions ottomanes en Europe, la Croatie redevient région frontalière. Les Croates participent à un nombre considérable de batailles et perdent progressivement des territoires au profit de l'Empire ottoman (bataille du champ de Krbava, bataille de Corbavie (1493)).

## La Dalmatie, l'Istrie et la république de Raguse (1358-1808)

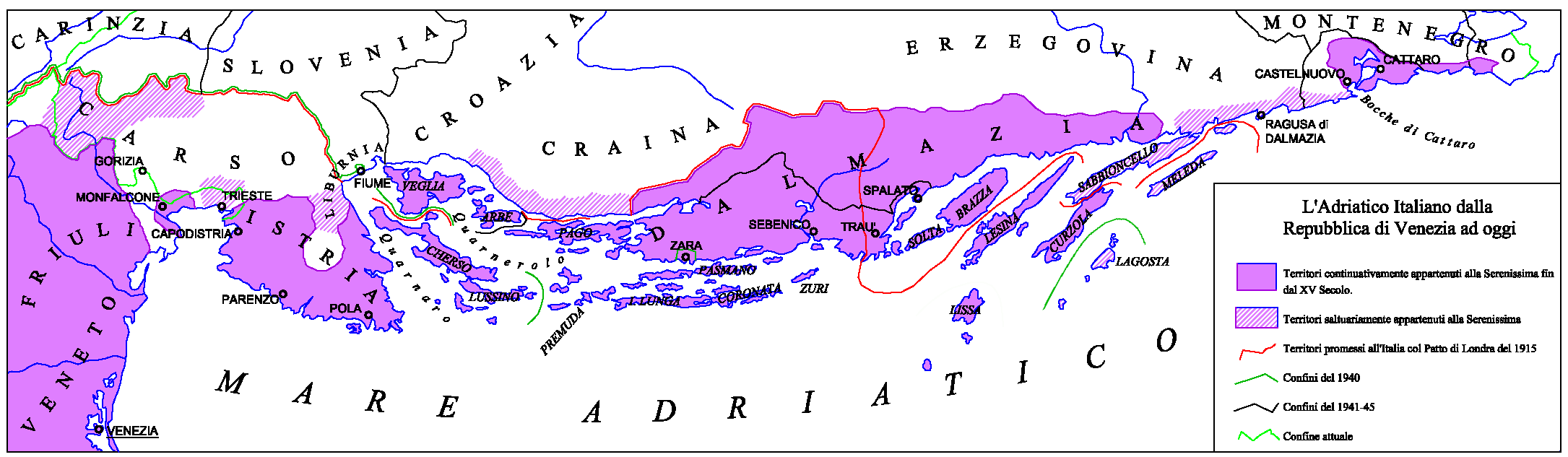
Présence vénitienne en Dalmatie

Le royaume de Croatie n'avait qu'un étroit débouché sur l'Adriatique. La Dalmatie et l'Istrie étaient des possessions de la république de Venise (697-1797), au moins depuis 1409, tandis que la ville de Raguse (Dubrovnik) constituait une république indépendante. Les pirates uscoques menacent le commerce de Venise jusqu'en 1617, année où un accord avec l'empereur les transfère dans la Krajina pour combattre les Turcs : leurs descendants, Croates ou Serbes, seront intégrés dans les confins militaires. L'action des moines franciscains du littoral contribue à la persistance de communautés catholiques, considérées comme croates, dans les provinces intérieures de Bosnie et d'Herzégovine.

## L'empire des Habsbourg (1527-1918)

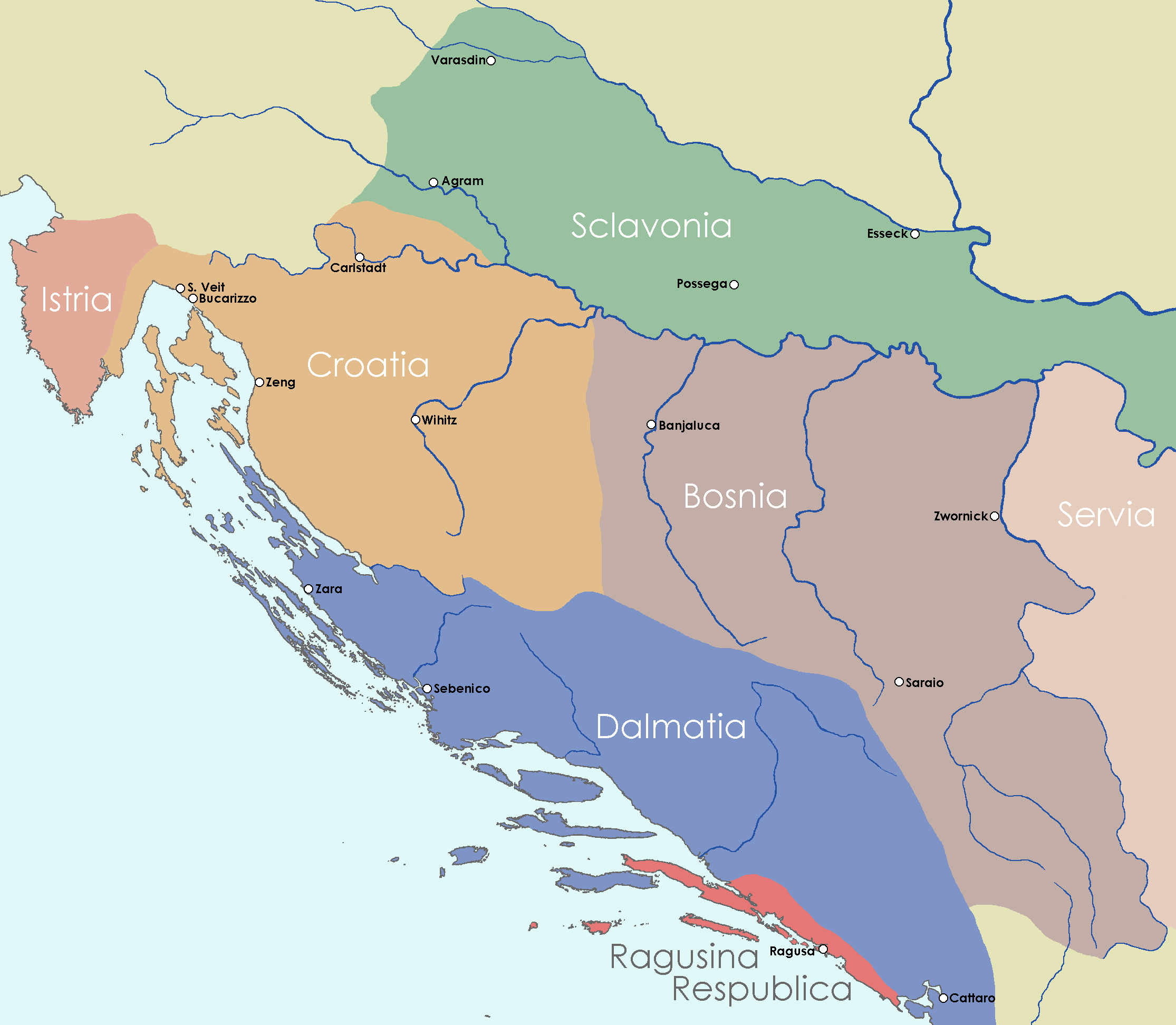
Régions en 1720, selon Matthäus Seutter (en) (1678-1757)
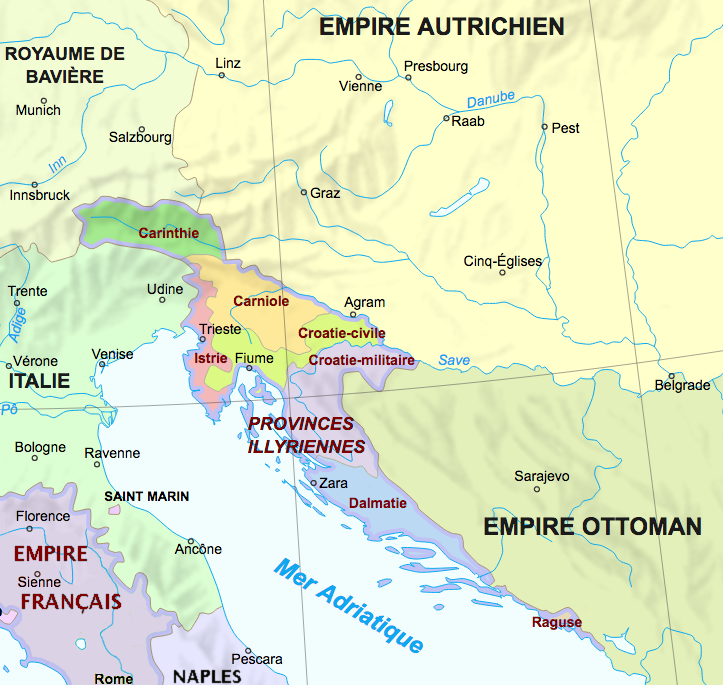
Provinces illyriennes (1809-1813)
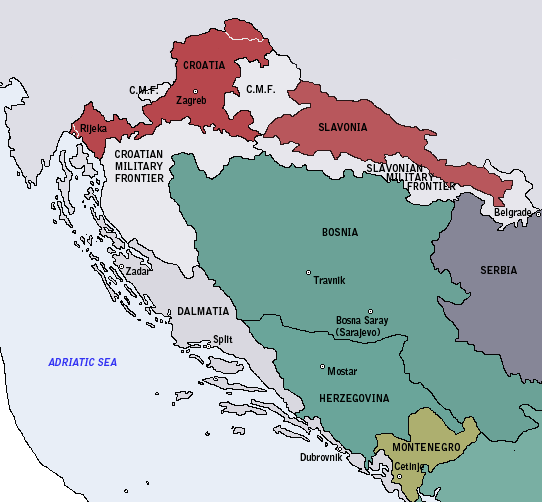
Dalmatie, Croatie et Slavonie, 1848
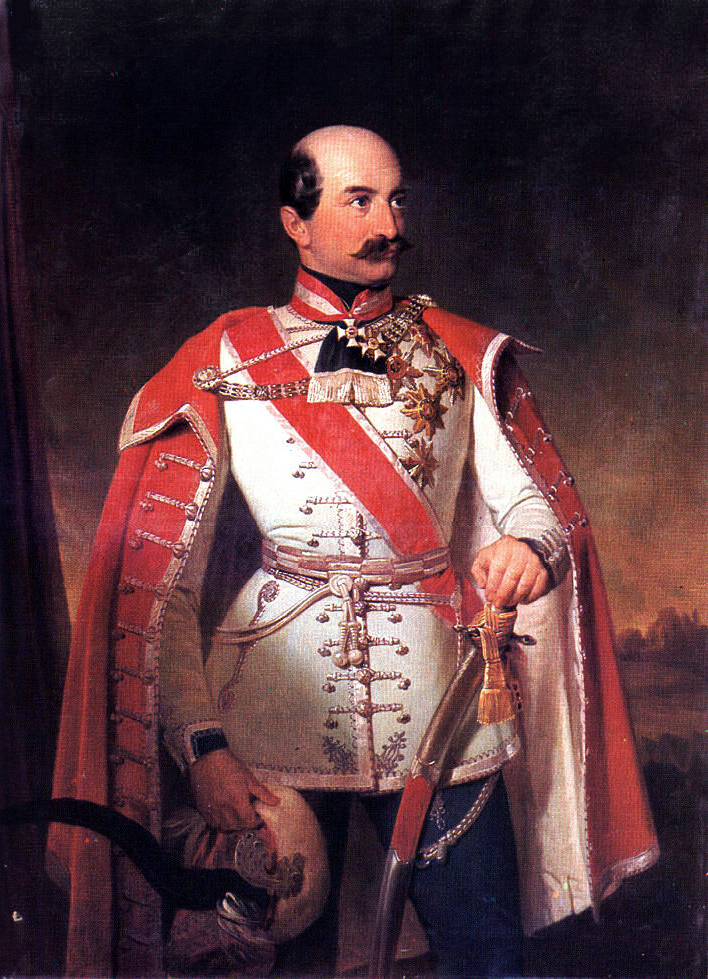
Ban Josip Jelačić (1801-1859)

La bataille de Mohács en 1526 est un événement crucial, au cours duquel le règne de la dynastie Jagellon est anéanti par la mort du roi Louis II. L'Empire ottoman s'étend davantage au XVIe siècle pour inclure la plus grande partie de la Slavonie, la Bosnie occidentale et Lika.
Plus tard au cours de ce siècle, de larges régions de la Croatie et de la Slavonie voisines de l'Empire ottoman sont découpées en confins militaires (Vojna Krajina en croate et serbe, Militärgrenze en allemand, Krajina croate), dépendant directement du Conseil aulique de guerre de Vienne. Cette zone tampon est relativement désertée et colonisée par la suite, entre autres, par des Serbes, des Valaques, des Croates et des Allemands. En compensation du service militaire obligatoire dû à l'empire des Habsbourg pendant le conflit avec l'Empire ottoman, la population des confins militaires n'est pas soumise au servage et bénéficie d'une certaine autonomie politique, à la différence de la population vivant dans les régions sous contrôle hongrois.
Après la chute du fort de Bihać en 1592, presque toute la Croatie est conquise par les Ottomans. Le reste, couvrant une surface d'à peine 16 800 km2, est mentionné comme les vestiges des vestiges du grand Royaume Croate. L'armée ottomane connaît sa première défaite sur le territoire croate lors de la bataille de Sisak en 1593. Les territoires perdus sont en grande partie restitués, à l'exception de la majeure partie de l'actuelle Bosnie-Herzégovine.
Les Croates prennent part à la guerre de Trente Ans. Le monde protestant se souvient d'eux pour leur brutalité. Un temple protestant à Aix-la-Chapelle rappelle encore aujourd'hui la réputation des Croates, comme les prières des Allemands de l'époque l'évoquaient : « Dieu, sauve-nous de la faim, des Croates, et de la peste » ! 
Les Croates ou « Cravates » étaient connus comme soldats de cavalerie légère, braves, mais indisciplinés et parfois féroces. La France aura aussi un régiment « Royal-Cravates ». Ils portaient en signe distinctif un tissu noué autour du cou : la « cravate » intégrera la mode européenne au XVIIIe siècle.
Dans les années 1700, l'Empire ottoman est repoussé de Hongrie et de Croatie, et l'Autriche établit son pouvoir central. L'impératrice  Marie-Thérèse est soutenue par les Croates au cours de la guerre de Succession d'Autriche (1740–1748), et intervient par la suite en faveur des Croates sur différents sujets.
Quand la république de Venise tombe en 1797, la France et l'Autriche, puis la Russie, se disputent ses possessions dans l'est de l'Adriatique. À l'issue des deux campagnes de Dalmatie (1806-1807 et 1809), Napoléon regroupe ces territoires dans les provinces illyriennes. En 1814, les Habsbourg en reprennent possession et la Dalmatie et l'Istrie sont rattachées à l'Empire, en Cisleithanie, alors que la Croatie et la Slavonie dépendent de la Hongrie, les confins militaires conservant un statut spécial.
Le nationalisme romantique croate apparaît au milieu du XIXe siècle pour contrebalancer l'apparente germanisation et magyarisation de la Croatie. Le mouvement illyrien attire de nombreuses personnalités influentes dès les années 1830 parmi les nationalités slaves du Sud et provoque d'importantes évolutions de la culture et de la langue croates.
Après la révolution autrichienne de 1848 et la création de la double monarchie d'Autriche-Hongrie, la Croatie perd son autonomie, malgré la contribution du Ban Josip Jelačić pour éteindre la rébellion hongroise. L'autonomie croate est rétablie en 1868 par un accord hongro-croate peu favorable aux Croates.

## La première Yougoslavie (1918-1941)

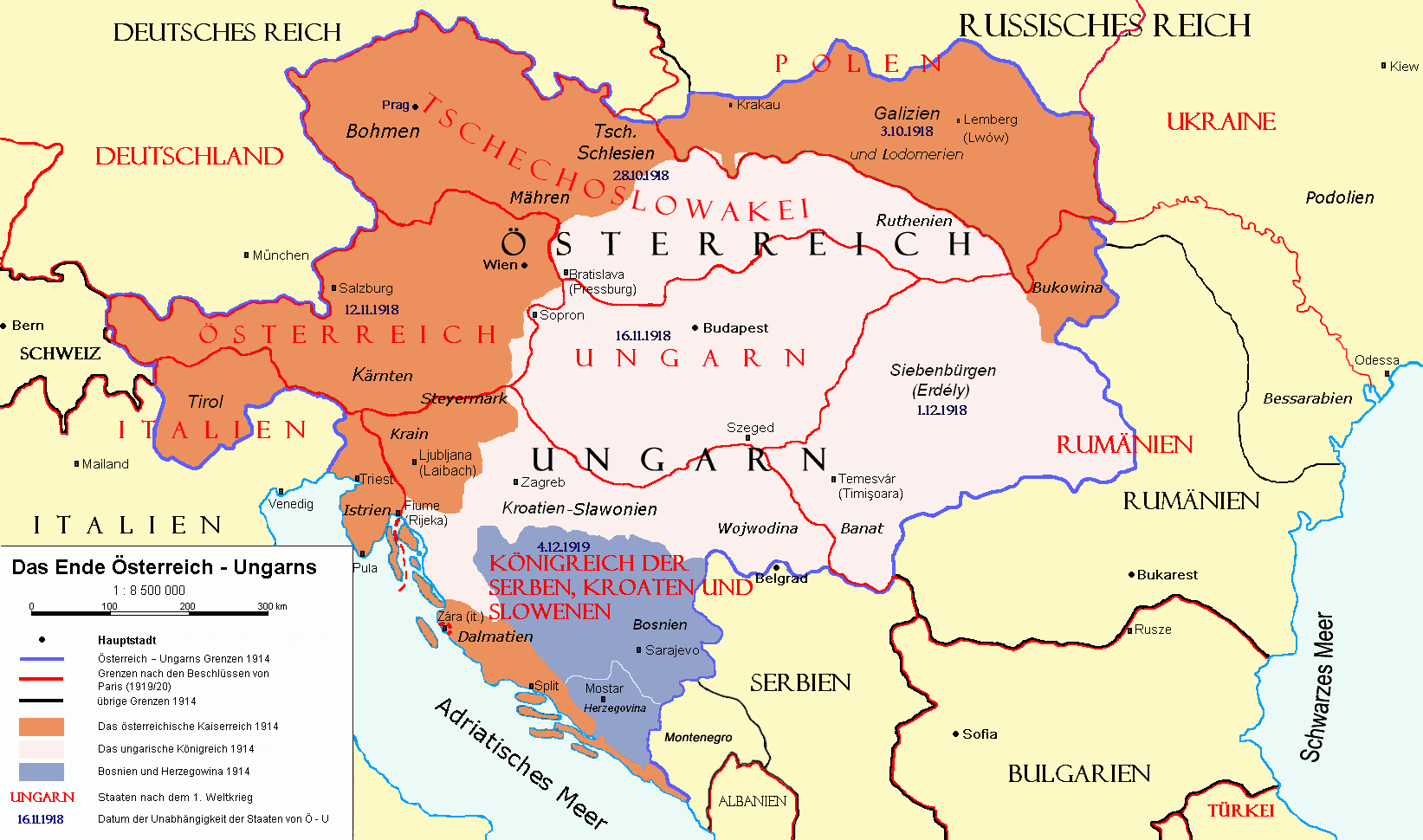
Projet de découpage territorial, Paris, 1919

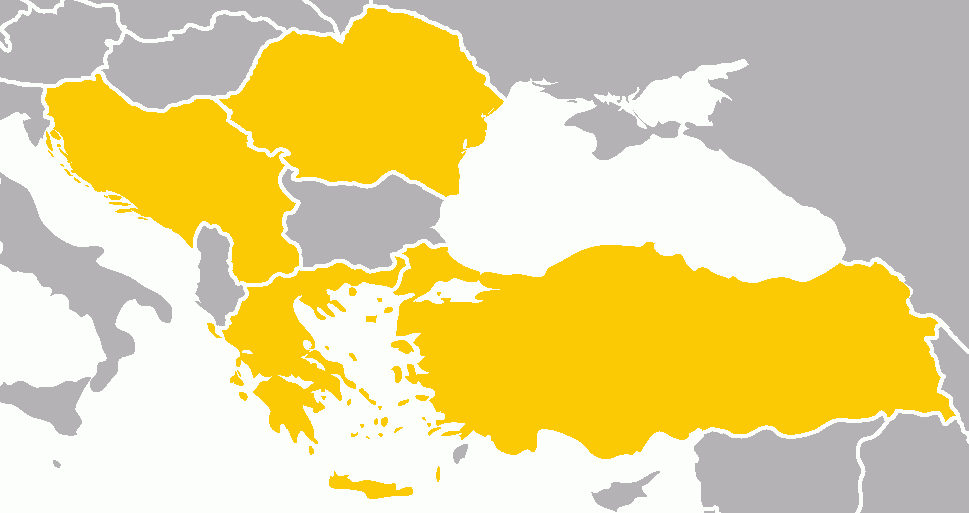
Pacte balkanique (1934)

- Croatie dans la première Guerre mondiale (en)

Peu avant la fin de la Première Guerre mondiale en 1918, le parlement croate rompt les relations avec l'Autriche-Hongrie tandis que les armées de l'Entente battent celles des Habsbourg. La Croatie et Slavonie entre dans l'État des Slovènes, Croates et Serbes, composé de tous les territoires slaves du sud de l'ancienne monarchie austro-hongroise, avec un gouvernement provisoire centré à Zagreb. Bien que le nouvel État hérite d'une grande partie de l'arsenal militaire austro-hongrois, dont l'ensemble de sa flotte, le royaume d'Italie essaie très vite d'annexer les territoires les plus à l'ouest, qui lui ont été promis par le Pacte de Londres en 1915. L'armée italienne prend l'Istrie, commence à annexer les îles de l'Adriatique une par une, et atteint même Zadar. Après que la Syrmie eut quitté la Croatie et Slavonie pour se rattacher à la Serbie avec la Voïvodine, et après un référendum pour rattacher la Bosnie-Herzégovine à la Serbie, le Conseil du Peuple (Narodno vijeće), animé par un demi-siècle de panslavisme, décide de rejoindre le royaume de Serbie au sein du royaume des Serbes, Croates et Slovènes.
Le royaume connaît un changement crucial en 1921 au désarroi de la classe politique croate menée par le Parti Paysan de Stjepan Radić. La nouvelle constitution abolit les entités politiques historiques, y compris la Croatie et la Slavonie, et centralise le pouvoir dans la capitale Belgrade. Le Parti Paysan Croate boycotte le gouvernement du Parti radical populaire serbe pendant toute cette période, sauf pendant un bref interlude entre 1925 et 1927, quand la Yougoslavie tout entière est menacée par l'expansionnisme italien allié à l'Albanie, la Hongrie, la Roumanie et la Bulgarie.
En 1928, Radić est mortellement blessé au cours d'une session parlementaire par Puniša Račić, un député du Parti Populaire Radical Serbe, ce qui cause encore plus de ressentiment au sein des élites croates. En 1929, le Roi Alexandre proclame une dictature et impose une nouvelle constitution qui notamment renomme le pays royaume de Yougoslavie. Le territoire de la Croatie est composé du Banat de la Save et du Banat littoral.
En 1934, le Roi Alexandre est assassiné à l'étranger, à Marseille, par une coalition entre deux groupes radicaux : l'Ustaše croate et l'ORIM (ou OVRA) macédonienne pro-bulgare. Le gouvernement serbo-croate Cvetković-Maček qui vient au pouvoir s'éloigne de la France et du Royaume-Uni, anciens alliés de la Yougoslavie, et se rapproche de l'Italie fasciste et de l'Allemagne nazie pendant la période 1935-1941. Une banovine de Croatie est créée en 1939 à partir des deux banats, ainsi que de régions des banats de Zeta, du Vrbas, de la Drina et du Danube : cette province, qui possède un parlement croate reconstruit qui peut choisir un Ban et un Vice-ban croates, comprend une partie de la Bosnie, la majeure partie de l'Herzégovine et la ville de Dubrovnik et ses environs.

## L'État indépendant de Croatie (1941-1945)

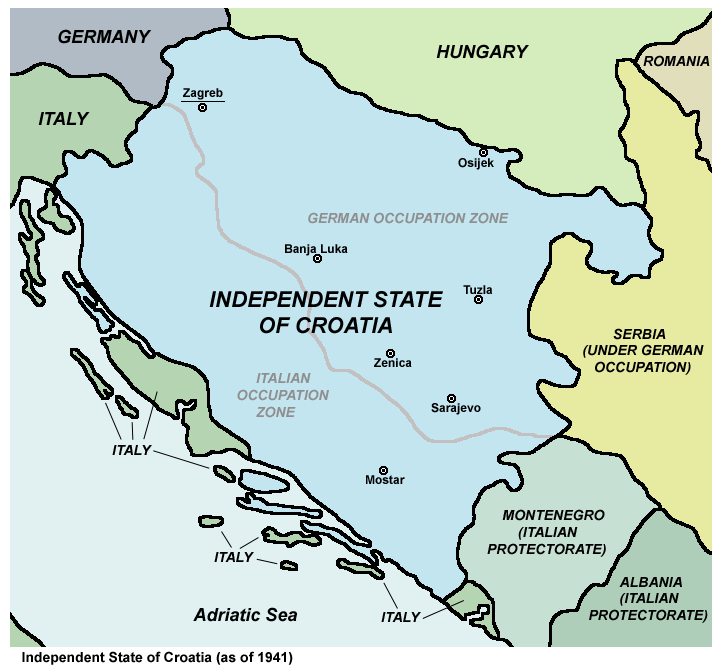
État indépendant de Croatie (1941–1943)

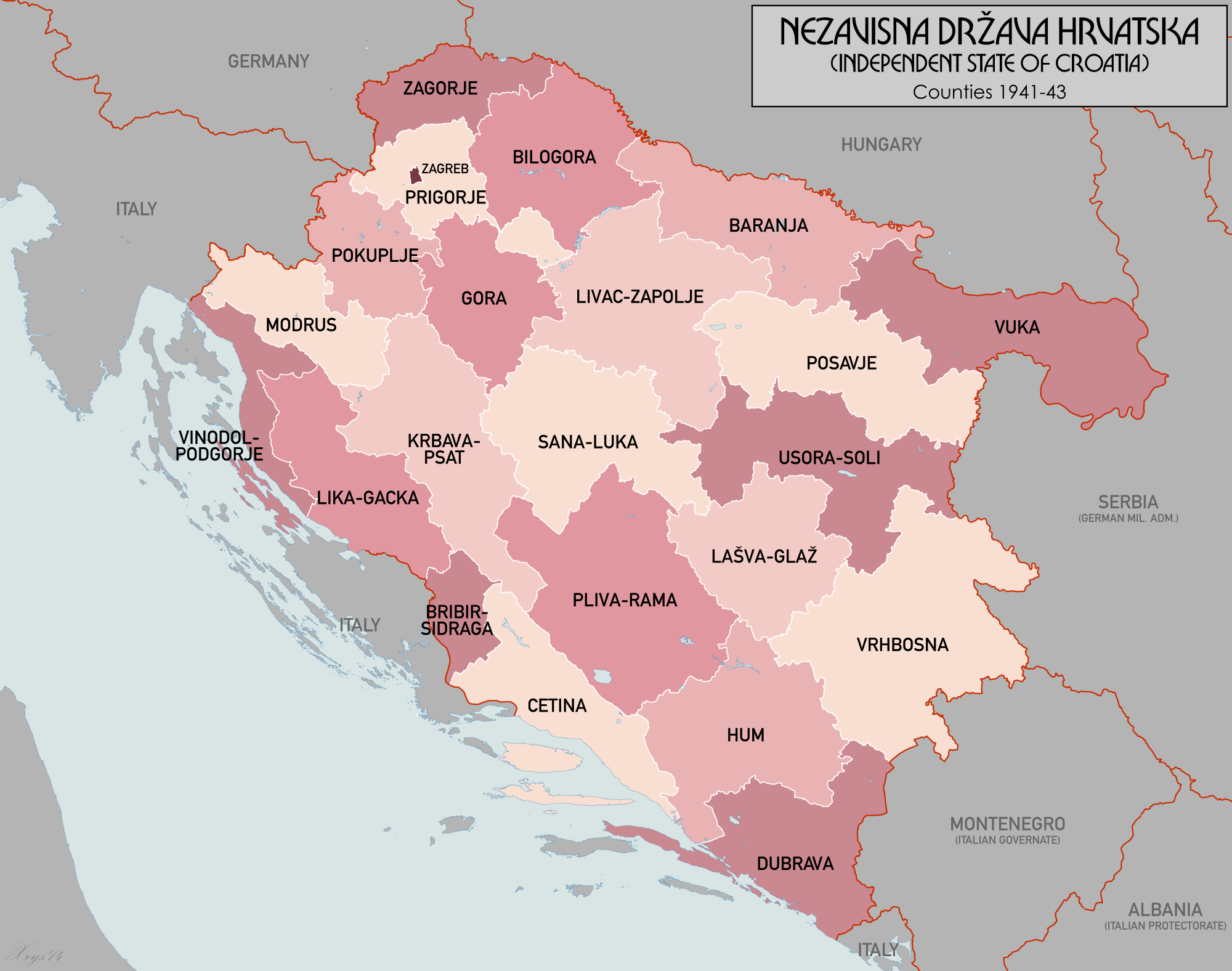
État indépendant de Croatie (1941-1944)

Après l'occupation de la Yougoslavie en avril 1941, les forces de l’Axe installent en Croatie comme en Serbie des régimes satellites. À Zagreb, le pouvoir est confié au parti croate d’extrême-droite Ustaše, placé à la tête d'un "État indépendant de Croatie", conduit par Ante Pavelić. Son territoire englobe toute la Bosnie-Herzégovine et la majeure partie de la Croatie actuelle, mais amputée de l'Istrie et d'une large part de la Dalmatie, annexées par l'Italie de Mussolini.
Divisé en zones d'occupation allemande et italienne, le régime dictatorial de Pavelić commence par abolir le Parlement croate et pourchasser toute opposition. En tant que satellite du IIIe Reich, il introduit des lois raciales et abrite plusieurs camps de déportation et/ou de concentration, notamment le camp de concentration de Jasenovac. Des dizaines de milliers de prisonniers serbes, juifs, tsiganes ou croates, opposants au régime, y trouvent la mort.
Combattant les forces de l'Axe, le mouvement partisan anti-fasciste émerge dès le début de l'année 1941, sous les ordres du parti Communiste, conduit par le Croate Josip Broz Tito, comme dans les autres parties du royaume de Yougoslavie. À partir de 1943, son ampleur en Croatie devient majeure : on y dénombre 100 000 partisans, soit un tiers des partisans yougoslaves. Sur les 26 divisions mises sur pied par les partisans de Tito, 11 sont établies en Croatie (7 en Bosnie-Herzégovine, 5 en Slovénie, 2 en Serbie et 1 au Monténégro).
En juin 1943, le maquis croate se dote d’un État-major civil national, le ZAVNOH (Conseil territorial antifasciste du mouvement de libération nationale de Croatie), présidé par Vladimir Nazor, et secondé par Andrija Hebrang, autre figure de la Résistance croate. Instance suprême de la Résistance en Croatie, ce Conseil coordonne les actions militaires des unités croates des Partisans. En 1944, il se constitue en assemblée constituante de l'État fédéré de Croatie (Federalna Država Hrvatska) au sein de la future Yougoslavie fédérale, et nomme en avril 1945, le premier gouvernement croate de l'après-guerre.
Établie dès 1941 sur les décombres de l'armée royaliste yougoslave, la guérilla royaliste serbe des Četnici constitue la troisième force combattante sur le terrain. Ils combattent à la fois les Ustaše, incarnant à leurs yeux les ennemis jurés de la Grande Serbie, et les Occupants allemands, ce qui leur vaut au départ le soutien britannique. Churchill parie finalement sur Tito et cesse alors d'appuyer le premier chef résistant Draža Mihailović, pour mieux se partager avec Staline les zones d'influences. Tito organise un « procès » à charge du patriote rebelle trop populaire en Yougoslavie, qui est donc fusillé.
Dans ce contexte où les enjeux politiques et idéologiques locaux se superposent à ceux du conflit planétaire, la Seconde Guerre mondiale est particulièrement meurtrière en Croatie, avec près de 300 000 victimes - soit 30 % du bilan total pour l'ensemble du territoire de la Yougoslavie d'avant-guerre (entre 1 014 000 et 1 027 000 victimes). Pour l'ensemble du territoire de l' "État indépendant de Croatie" (Bosnie-Herzégovine et Syrmie incluses), ce nombre atteint entre 650 000 et 700 000 morts - dont une moitié de Serbes (335 000-353 000), un tiers de Croates (186 000-204 000), un huitième de Bosniaques (75 000-78 000), entre 20 000 et 27 000 Juifs et entre 34 000 et 38 000 personnes de diverses nationalités. Parmi ces victimes, on compte quelque 261 000 militaires (139 000 partisans de Tito et 122 000 collaborateurs, oustachis et tchetniks).
Ce bilan inclut l'« épuration » qui s'ensuivit à la Libération, notamment la tuerie de Bleiburg en mai 1945 où des dizaines de milliers de civils et soldats croates, ustaše ou domobrani (armée régulière), cherchant refuge en Autriche, sont livrés par les Alliés aux représailles des unités des Partisans des Ire, IIe et IIIe Armées, essentiellement recrutées en Serbie et en Voïvodine à partir de la mi-1944, et dont une partie des troupes est composée de nombreux transfuges tchetniks.

## La seconde Yougoslavie (1945-1991)

République socialiste de Croatie, dans la Yougoslavie (1945-1991)

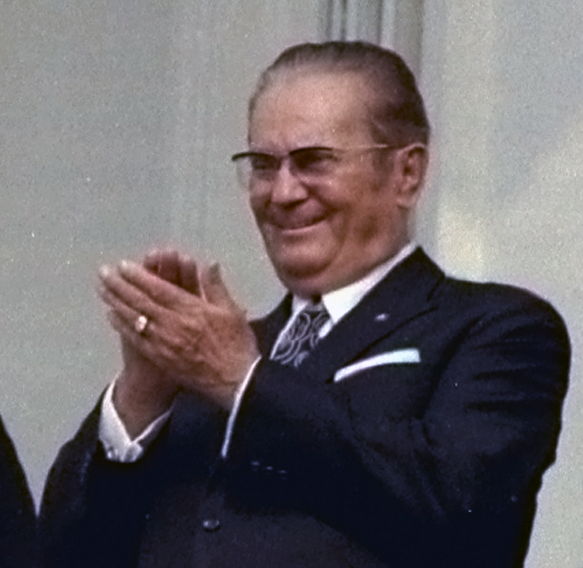
Le maréchal Tito en 1971

La Croatie intègre en 1945 la république fédérative populaire de Yougoslavie, gouvernée par le Parti communiste de Tito. Tito, lui-même croate, s'arrange pour mener une politique évitant le conflit entre les ambitions nationales croates et serbes.
La Croatie est une des six républiques socialistes de la fédération yougoslave. Sous le nouveau système communiste, la propriété est nationalisée et l'économie planifiée selon un socialisme de marché. Le pays suit une phase de reconstruction après la seconde guerre mondiale, s'industrialise et commence à développer le tourisme.
La constitution de 1963 équilibre les pouvoirs dans le pays entre les Croates et les Serbes, et atténue le fait que les Croates étaient encore en minorité. Cependant, des évolutions après 1965 conduisent au Printemps croate de 1970–1971, quand des étudiants à Zagreb organisent des manifestations en faveur de plus de libertés individuelles et d'une autonomie croate accrue. Le régime étouffe les manifestations et incarcère les meneurs, mais le mouvement amène néanmoins à la ratification d'une nouvelle constitution en 1974, qui donne plus de droits aux différentes républiques.
En 1980, après la mort de Tito, des difficultés économiques, politiques, et ethniques apparaissent et le gouvernement fédéral commence à s'effriter. La crise au Kosovo et l'émergence de Slobodan Milošević en Serbie en 1986 provoquent des réactions très négatives en Croatie et en Slovénie. Tandis que l'emprise communiste est remise en question dans toute l'Europe centrale et de l'Est, les appels à des élections multipartites se font de plus en plus nombreux.

## La Croatie moderne (depuis 1991)

Carte de la Croatie depuis 1991

Après la chute du mur de Berlin en novembre 1989, la Yougoslavie entre dans un processus de décomposition. Le gouvernement croate déclare l’indépendance de la Croatie par rapport à la Yougoslavie en 1991, et la JNA essaie de maintenir le statu quo par la force. Beaucoup de villes croates, notamment Vukovar et Dubrovnik, sont attaquées par les forces serbes. Le parlement croate coupe tous les liens subsistants avec la Yougoslavie en octobre de cette même année.
La population civile fuit en masse les zones de conflit armé : des milliers de Croates immigrent depuis la Bosnie et la Serbie, alors que des milliers de Serbes migrent dans le sens contraire. Dans beaucoup d’endroits, de nombreux civils sont expulsés par les forces militaires, donnant lieu à une véritable épuration ethnique.
La ville frontière de Vukovar subit un siège de trois mois, durant lequel la plupart des édifices de la ville sont détruits et une majorité de la population forcée de fuir. La ville tombe aux forces serbes fin novembre 1991. Peu après, les États étrangers commencent à reconnaître l’indépendance de la Croatie. À la fin de janvier 1992, beaucoup d’États du monde entier reconnaissent le pays.
En conséquence, les Nations unies imposent des cessez-le-feu, et les protagonistes, pour la plupart, se retirent. L’armée de la république fédérative socialiste de Yougoslavie (JNA) se retire de la Croatie pour la Bosnie-Herzégovine où la guerre ne fait que commencer. Entre 1992 et 1993, la Croatie accueille des milliers de réfugiés en provenance de Bosnie.
Le conflit armé en Croatie reste intermittent et essentiellement à faible échelle jusqu’en 1995. Début août, la Croatie lance l'opération Tempête et prend rapidement la plupart de la république serbe de Krajina, causant un exode massif de la population serbe. Quelques mois plus tard, la guerre cesse grâce aux négociations des accords de Dayton.
Le président Tuđman décède fin 1999. En février 2000, Stjepan Mesić est élu président. Le parti HDZ, provisoirement écarté du pouvoir, y revient en 2003 avec Ivo Sanader comme Premier Ministre. Le pays entreprend beaucoup de réformes libérales depuis 2000. Il s'ensuit un rétablissement économique ainsi que la guérison de nombreuses blessures de guerres. La Croatie devient membre de l'OTAN le 1er avril 2009, ainsi que de plusieurs organisations européennes et internationales. Ivo Sanader démissionne en juillet 2009. Il est remplacé par sa vice-première ministre Jadranka Kosor. Celle-ci hérite d'une situation difficile, du fait de la crise économique et de plusieurs scandales de corruption. Les élections présidentielles de janvier 2010 donnent la victoire, avec plus de 60 % des voix, au social-démocrate Ivo Josipović. Mais Jadranka Kosor et le HDZ gardent le gouvernement.
La Croatie pose sa candidature pour l’adhésion à l'Union européenne en 2003, elle est devenue effective le 9 décembre 2011 avec la signature du traité d'adhésion et le succès d'un référendum sur l'adhésion. Elle en est membre depuis le 1er juillet 2013.

### Galerie de dirigeants politiques récents
Présidence

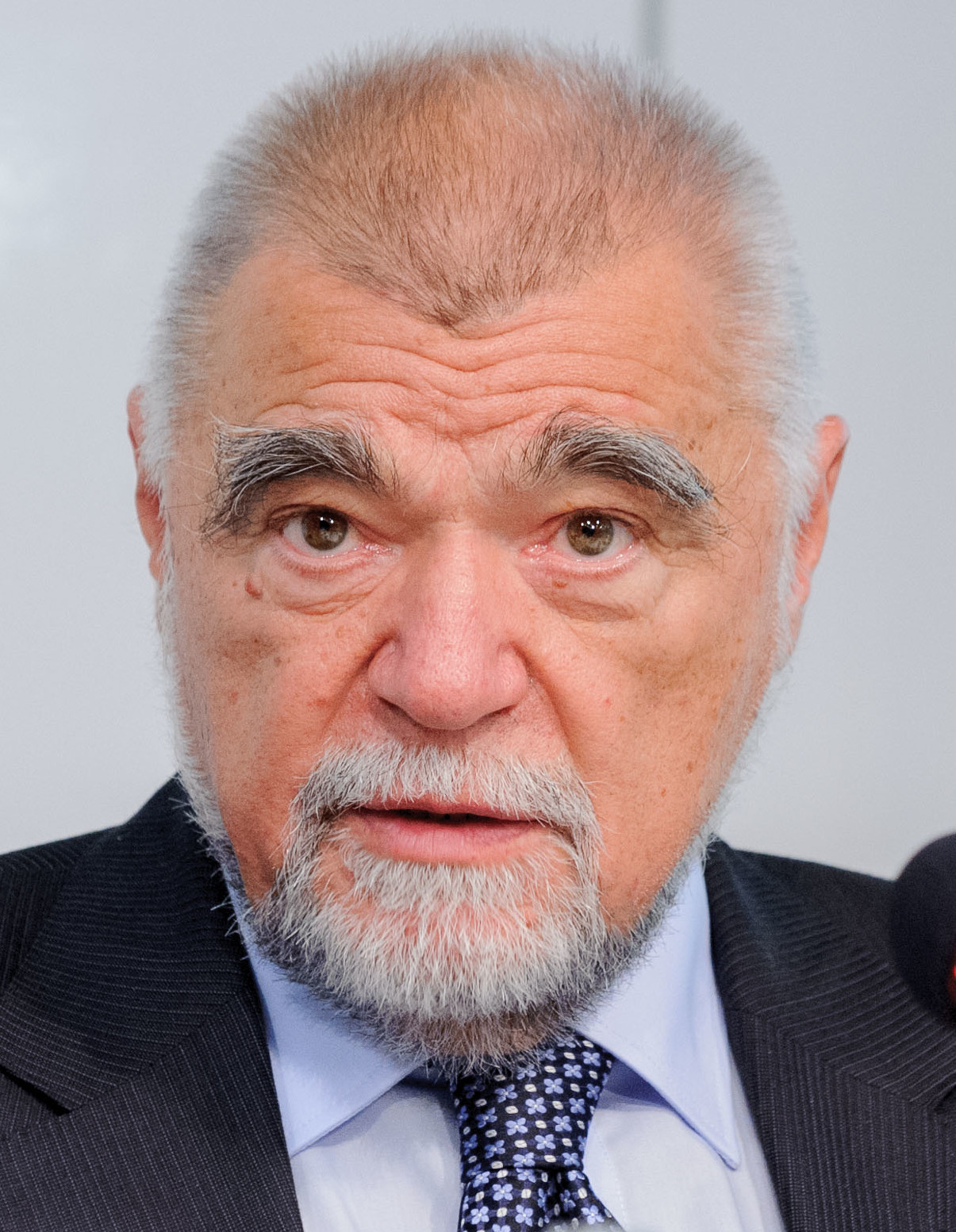
Stjepan Mesić 2000-2010
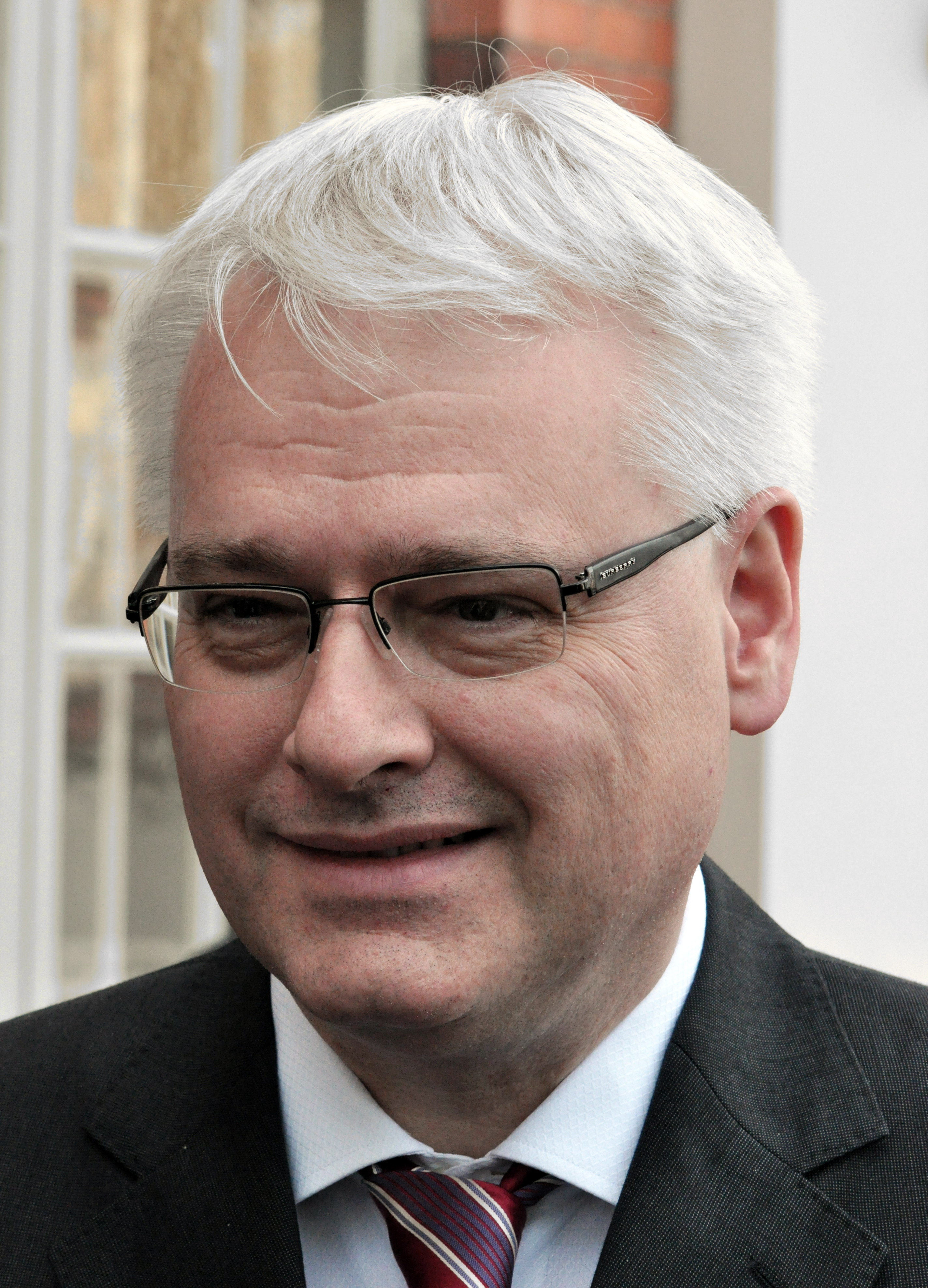
Ivo Josipović 2010-2015
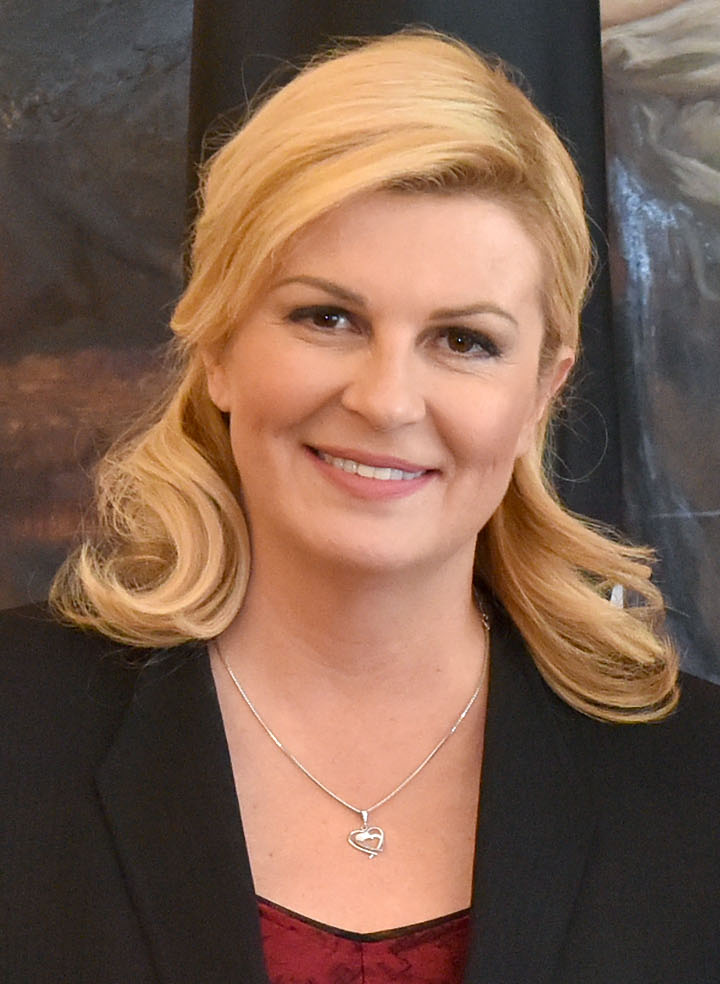
Kolinda Grabar-Kitarović 2015-2020
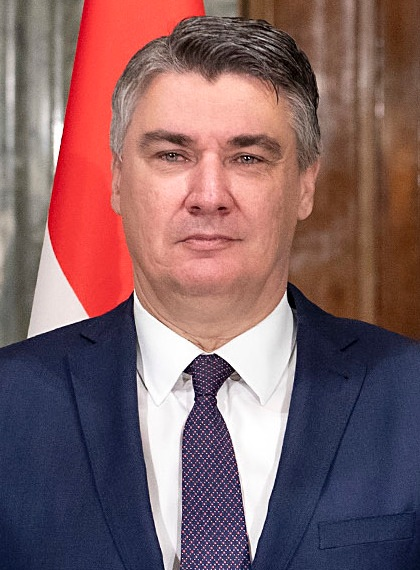
Zoran Milanović 2020-présent

Gouvernement

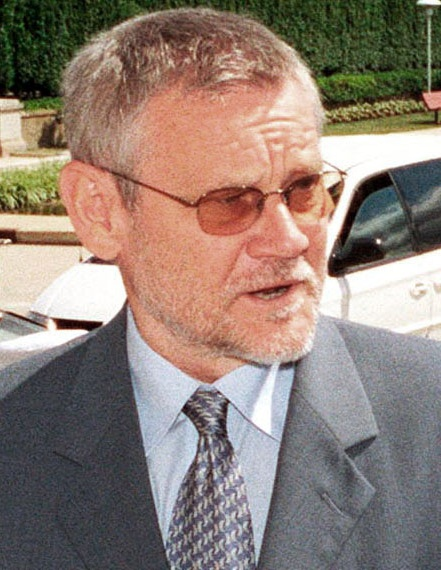
Ivica Račan 2000-2003
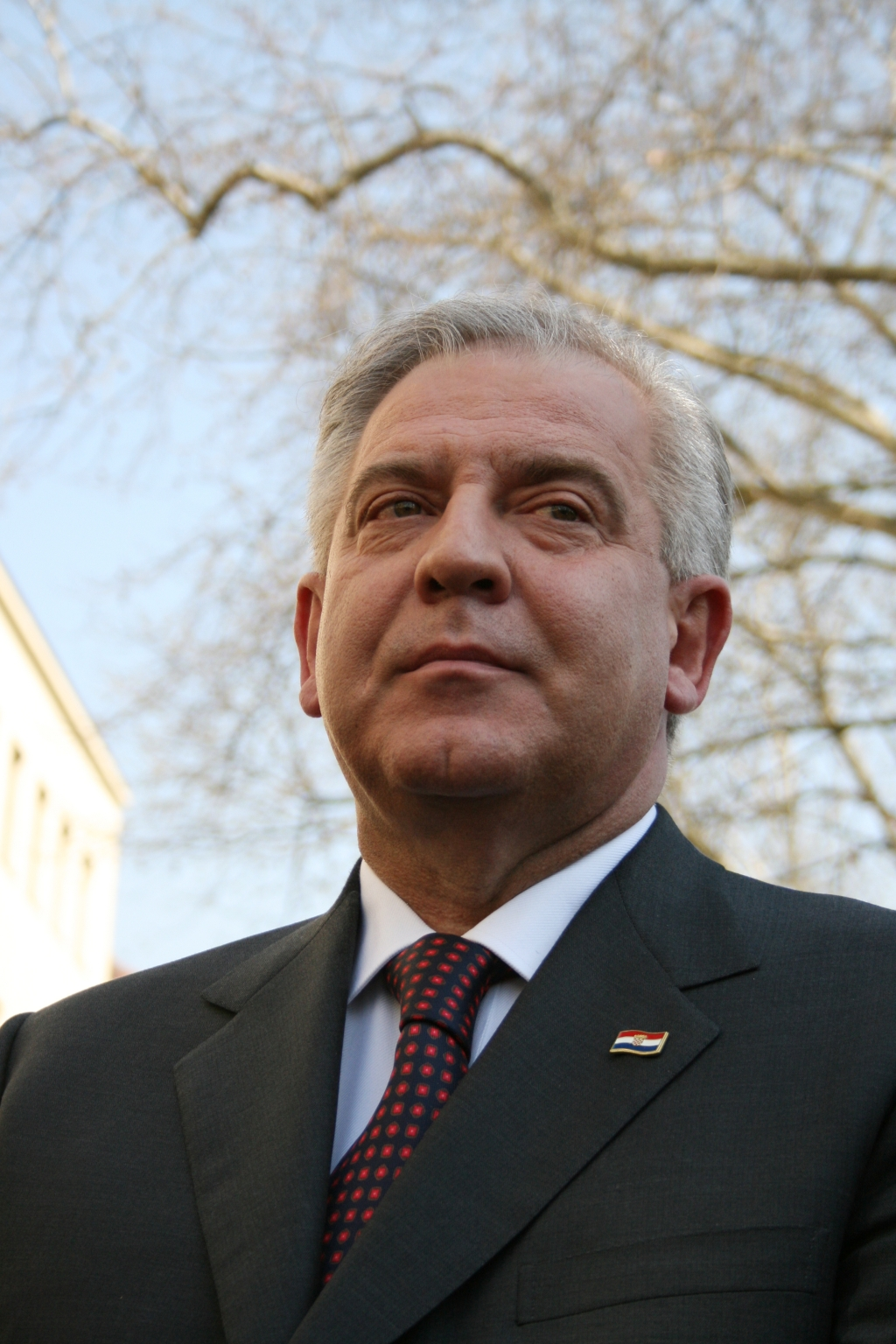
Ivo Sanader 2003-2009
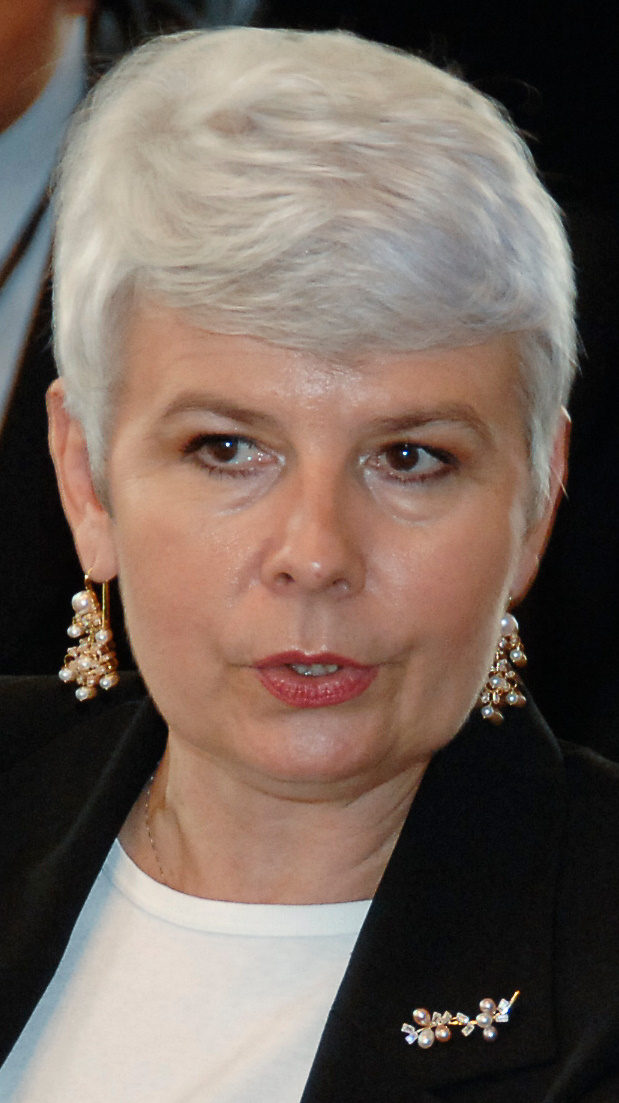
Jadranka Kosor 2009-2011
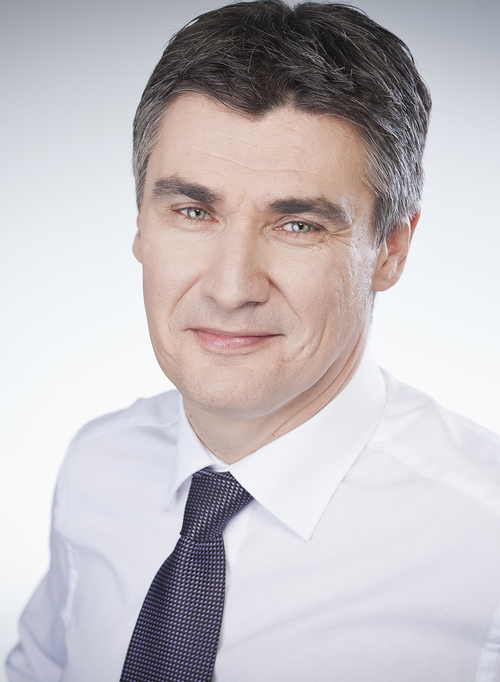
Zoran Milanović 2011-2016
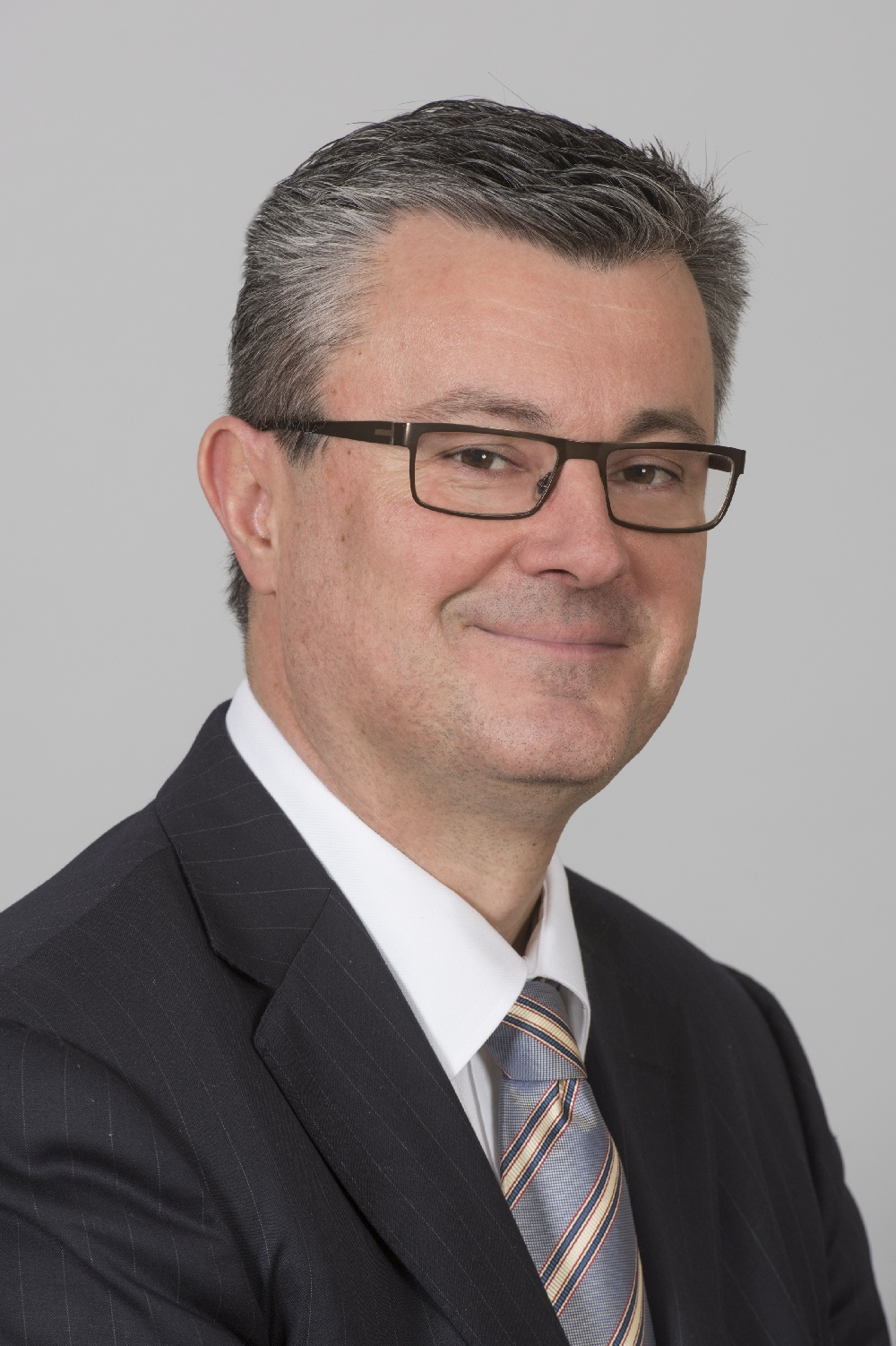
Tihomir Orešković 2016
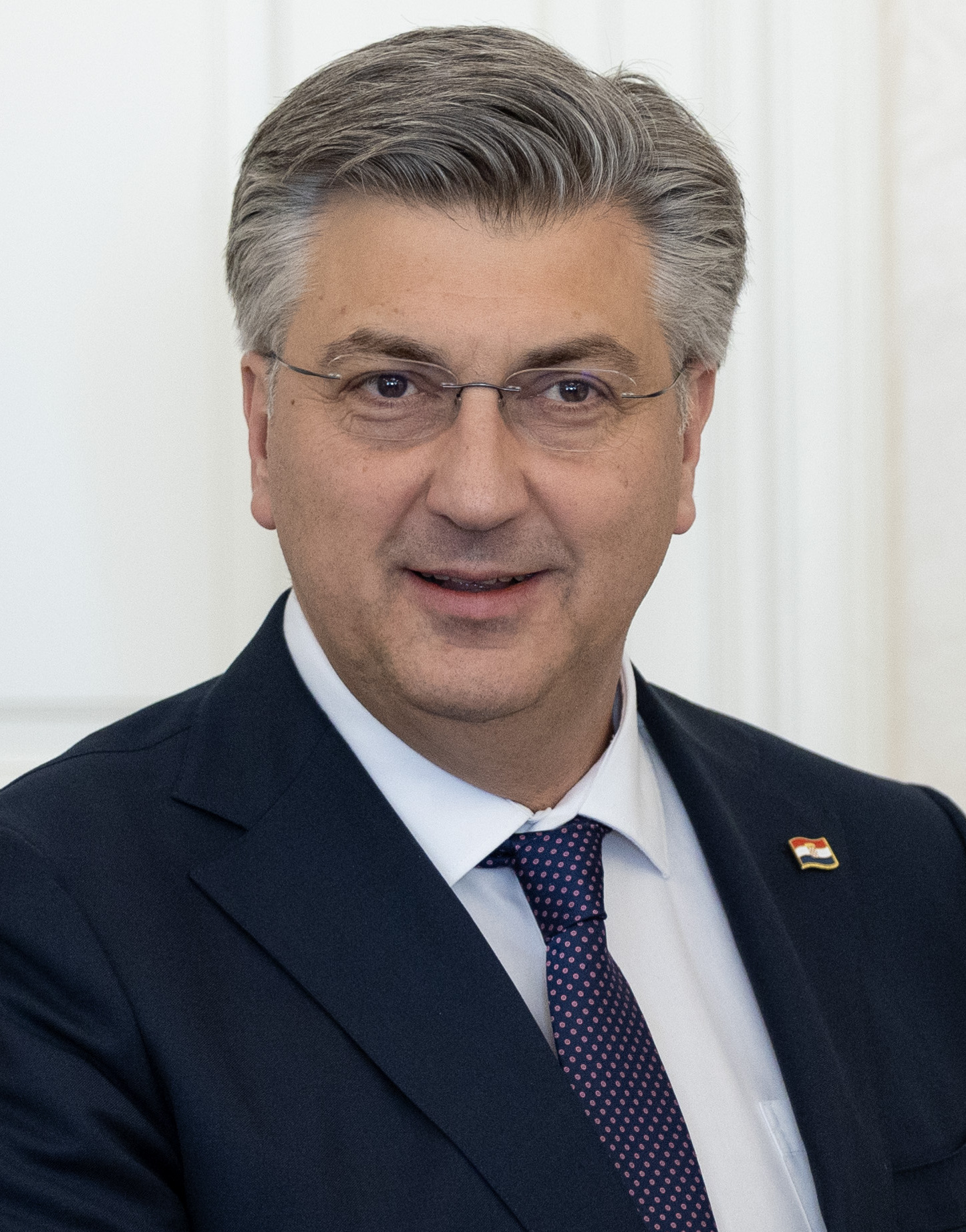
Andrej Plenković 2016-présent